# Stump Road Cemetery
Le  Stump Road Cemetery  (cimetière britannique Stump Road) est un cimetière militaire de la Première Guerre mondiale, situé sur le territoire de la commune de Grandcourt, dans le département de la Somme, au nord-est d'Amiens.

## Localisation
Ce cimetière est situé en plein champ, à 1,5 km au sud du village. On y accède par un chemin rural puis un petit sentier engazonné d'une trentaine de mètres.

## Histoire

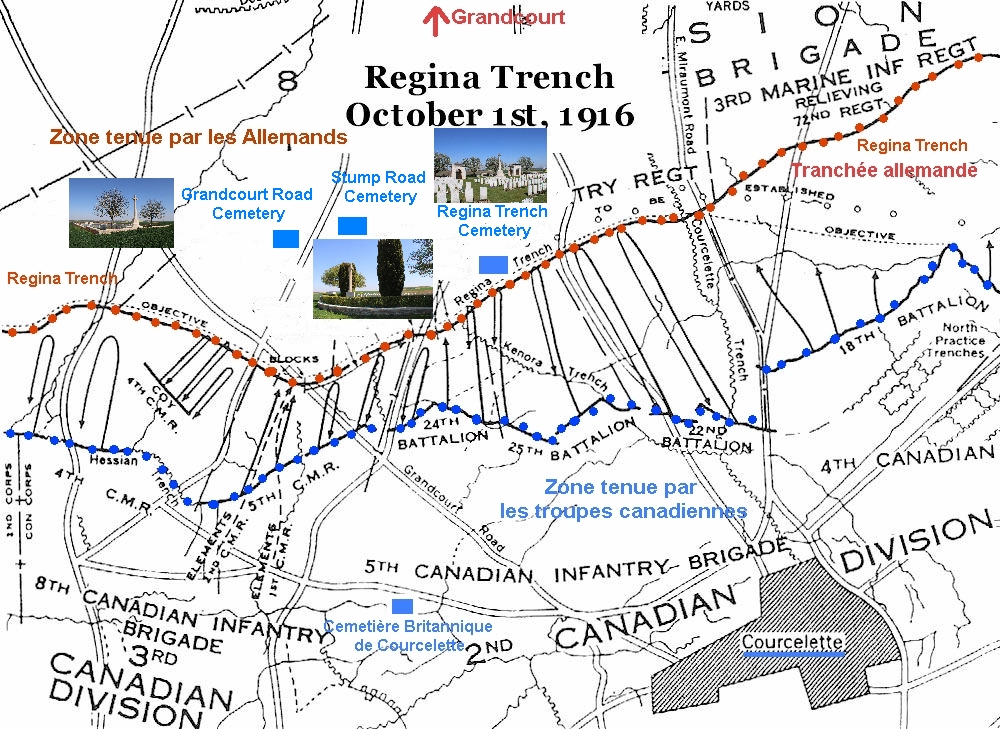
Carte de l'attaque du 1er octobre 1916. Le Stump Road Cemetery est tout près du lieu de la tranchée.

Le 1er juillet 1916, premier jour de la bataille de la Somme, le village de Grandcourt est atteint par une partie de la 36e division (Ulster). Mais le secteur sera repris par les troupes allemandes et il faudra attendre le repli allemand sur la ligne Hindenburg, début février 1917, pour qu'il soit définitivement occupé par les troupes britanniques. 

Ce cimetière comporte 263 victimes de la guerre 1914-18 dont 50 sont  non identifiées (principalement des hommes de la 18e division). Tous sont tombés dans la période de juillet 1916 à février 1917.

## Caractéristiques
Le cimetière couvre une superficie de 400 mètres carrés et est clos par un muret de moellons.

Il a la particularité d'avoir un côté arrondi autour de la croix.

## Galerie

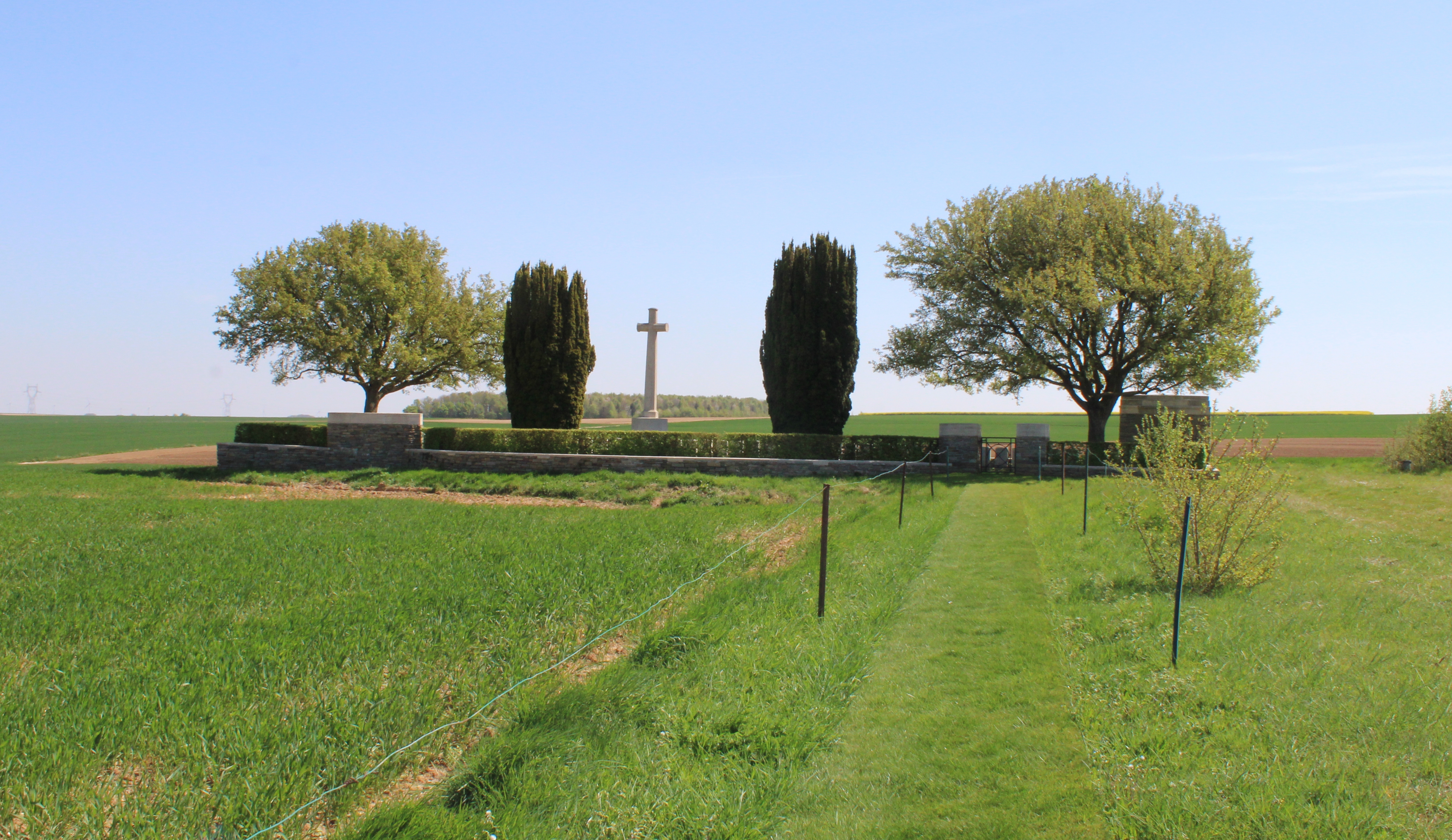
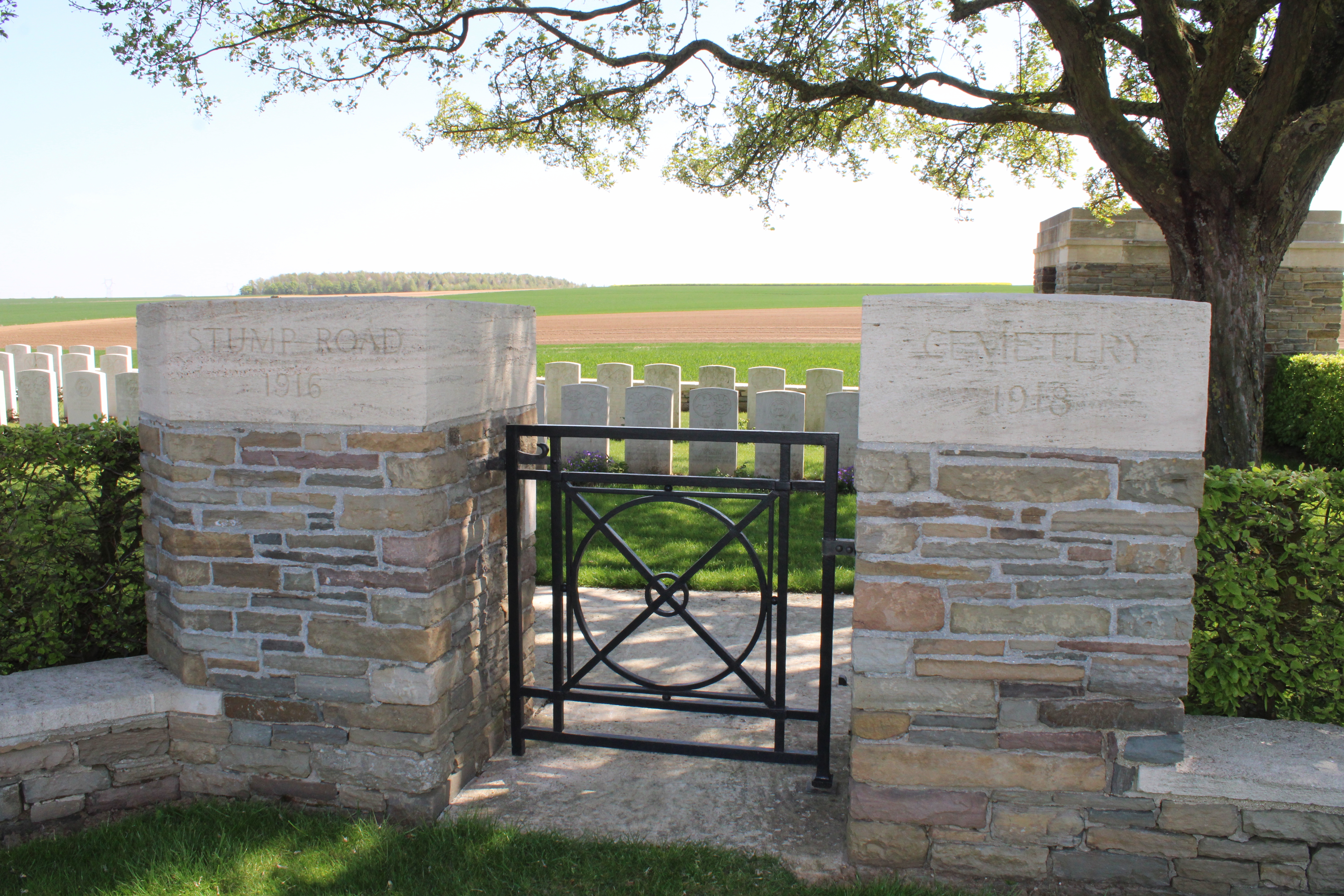
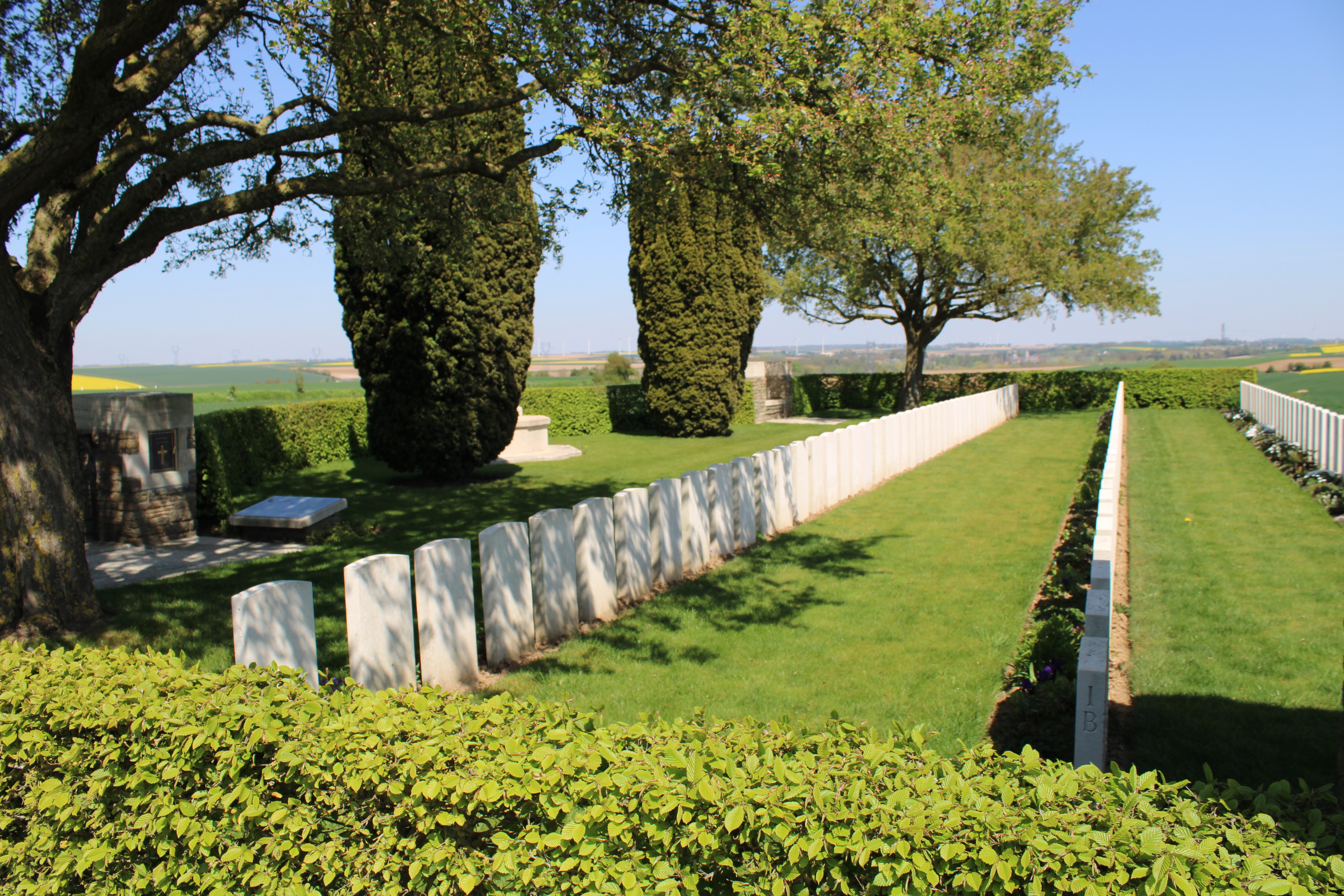
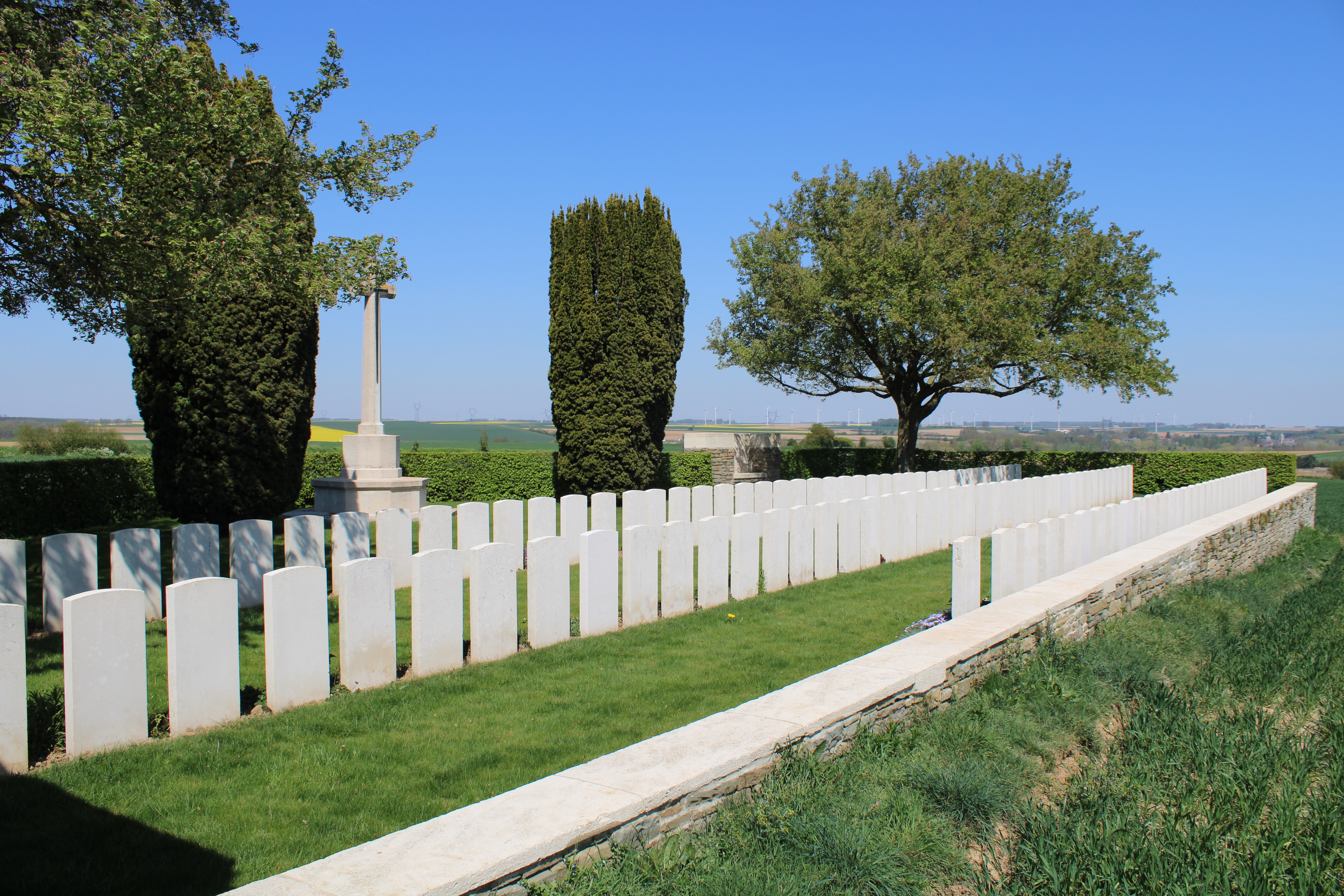
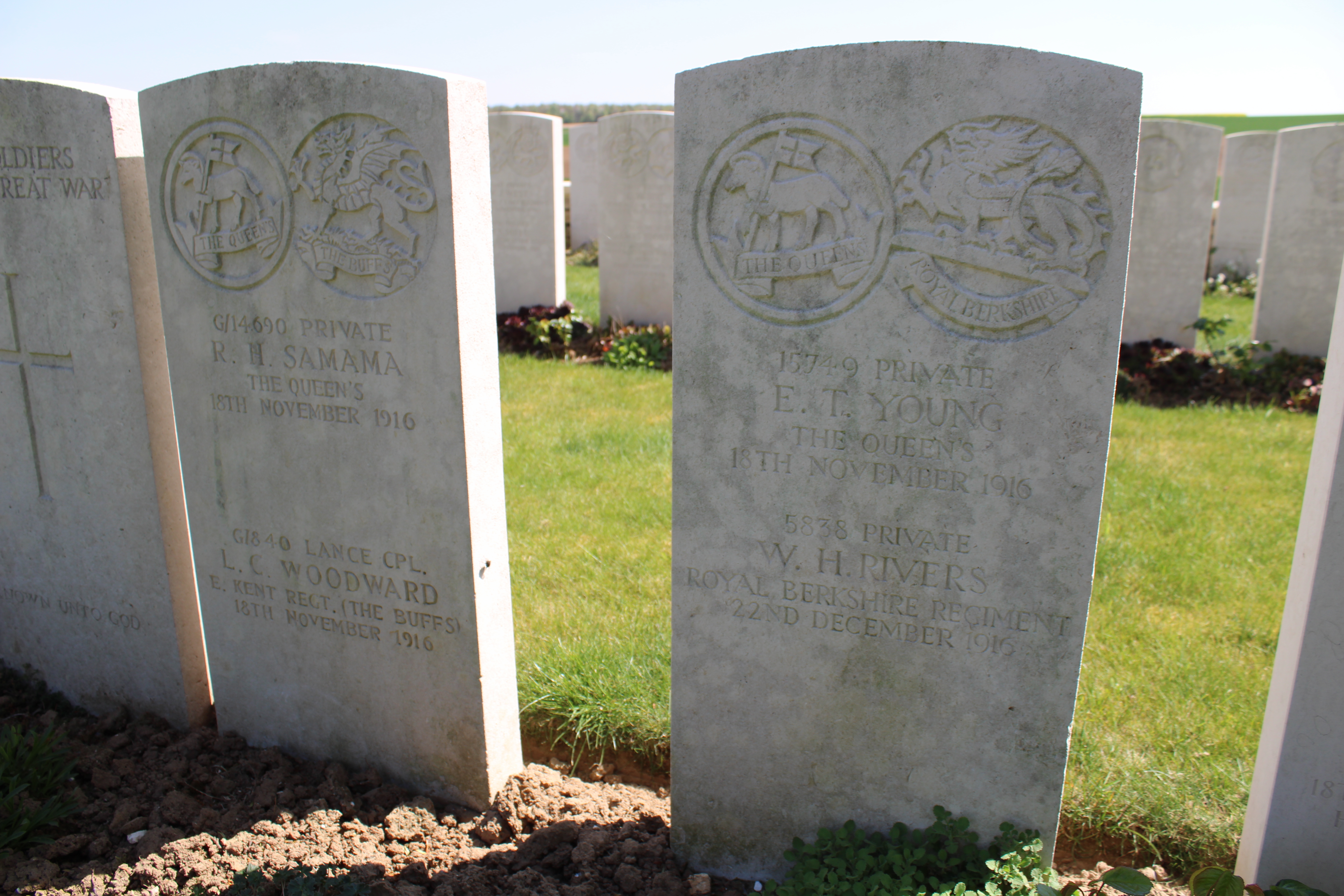
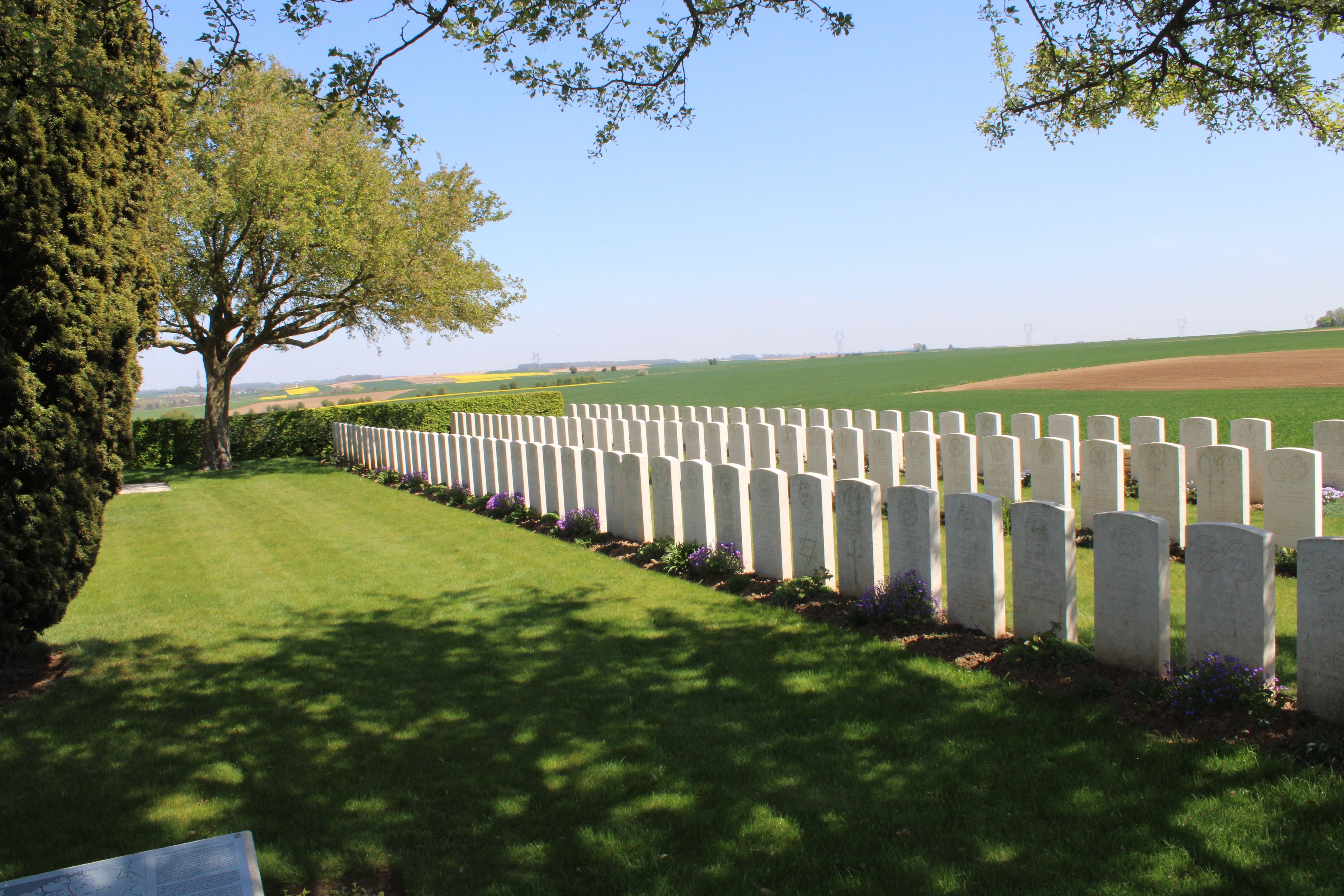

## Sépultures
| Pays        | Sépultures |
| ----------- | ---------- |
| Royaume-Uni | 239        |
| Canada      | 24         |
| Total       | 263        |